# サン＝シプリアン (コレーズ県)
サン＝シプリアン （Saint-Cyprien、オック語:Sent Cibran）は、フランス、ヌーヴェル＝アキテーヌ地域圏、コレーズ県のコミューン。

## 地理
オブジャの西に位置する。

## 歴史
フランス革命時代、国民公会のデクレにより、コミューンはシプリアン、そしてプティ＝ブール（Petit-Bourg）に改名させられていた。

## 人口統計
| 1962年 | 1968年 | 1975年 | 1982年 | 1990年 | 1999年 | 2006年 | 2011年 |
| ------ | ------ | ------ | ------ | ------ | ------ | ------ | ------ |
| 240    | 201    | 197    | 190    | 242    | 248    | 266    | 390    |

参照元:1999年までEHESS、2004年以降INSEE